# Protein-lisina 6-ossidasi
La protein-lisina 6-ossidasi (o lisil ossidasi) è un enzima extracellulare, appartenente alla classe delle ossidoreduttasi, che catalizza la formazione di aldeidi da residui di lisina in precursori del collagene e della elastina. Queste aldeidi sono altamente reattive e subiscono reazione chimica spontanea con altri gruppi aldeidici prodotti dalla lisil ossidasi o con residui immodificati di lisina. Questo porta alla formazione di legami cross-link nella struttura del collagene e dell'elastina, essenziali per rendere stabili le fibrille di collagene e per assicurare l'integrità e l'elasticità dell'elastina. Reazione catalizzata:
peptidil-L-lisil-peptide + O2 + H2O ⇄ peptidil-allisil-peptide + NH3 + H2O2
L'importanza dei legami cross-link dovuti alla lisil ossidasi è stata dimostrata da studi in modelli animali in cui l'enzima è stato inibito tramite carenza nutrizionale di rame, cofattore essenziale, o somministrando l'inibitore β-amminopropionitrile (BAPN). La carenza provoca malformazioni ossee, iperestensibilità della pelle, debolezza dei legamenti e maggior rischio di aneurisma dell'aorta. Queste condizioni sono correlate con la minore formazione di legami cross-link del collagene e della elastina.